# Amblyomma macropi
Amblyomma macropi är en fästingart som beskrevs av Roberts 1953. Amblyomma macropi ingår i släktet Amblyomma och familjen hårda fästingar. Inga underarter finns listade i Catalogue of Life.